# Carl Klingström
Carl Magnus Klingström, född 12 december 1770 i Stenberga socken, död där 8 augusti 1838, var en svensk militär.
Carl Klingström var son till fältväbel Petter Klingström och Maria Donner. Han blev officer 1795, kapten vid Kalmar regemente 1805, major 1812, överstelöjtnant 1813 och var 1813–1814 tillförordnad chef för Kalmar regemente. Klingström blev 1817 överste, 1824 generaladjutant och var 1826–1832 ordinarie chef för Kalmar regemente. Han vilar på Stenberga kyrkogård.